# Quasi-Park Narodowy Mikawa-wan
Quasi-Park Narodowy Mikawa-wan (jap. 三河湾国定公園 Mikawa-wan Kokutei Kōen) – quasi-park narodowy w Japonii, usytuowany wokół zatoki Mikawa (Mikawa-wan) w regionie Chūbu, na Honsiu, w prefekturze Aichi. 

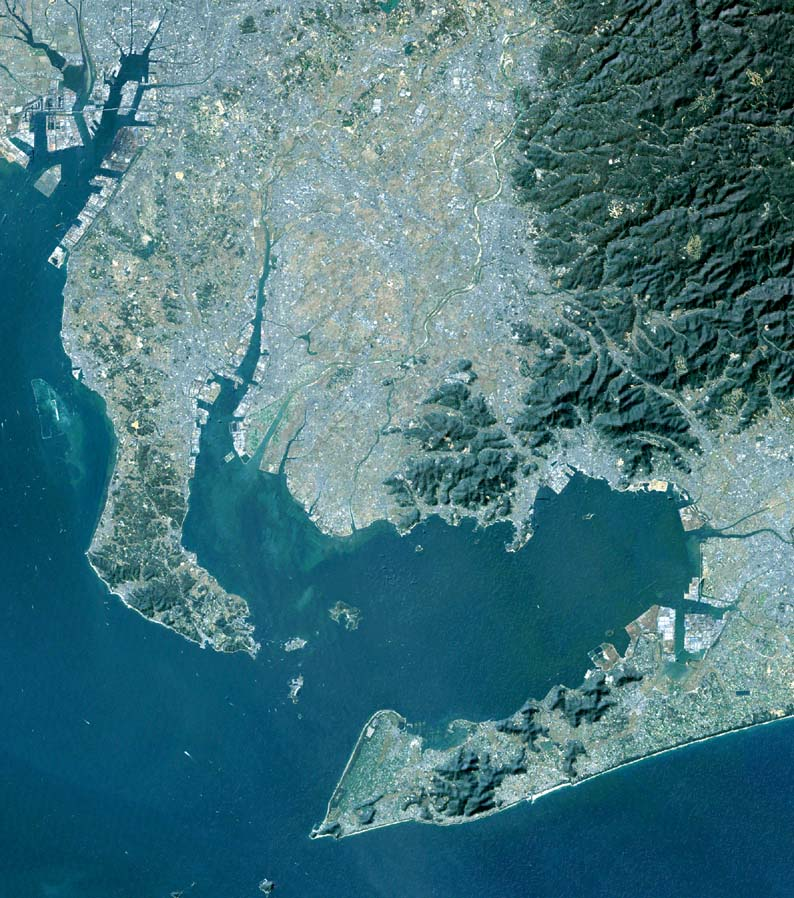
Satelitarne zdjęcie zatoki Mikawa, po prawej stronie półwysep Atsumi, po lewej - półwysep Chita

Park obejmuje północne wybrzeże zatoki, wyspy na niej oraz część obejmujących ją półwyspów: Chita i Atsumi, o obszarze 94,43 km².  W granicach parku znajduje się m.in. przylądek Irago.
Park jest klasyfikowany jako chroniący krajobraz (kategoria V) według Międzynarodowej Unii Ochrony Przyrody.
Obszar ten został wyznaczony jako quasi-park narodowy 10 kwietnia 1958 roku. Podobnie jak wszystkie quasi-parki narodowe w Japonii, jest zarządzany przez samorząd lokalny prefektury.